# Karen Buck
Dame Karen Buck (Contea di Tyrone, 30 agosto 1958) è una politica britannica, parlamentare inglese del Partito Laburista, deputata alla Camera dei Comuni per il collegio uninominale londinese di Westminster North dal 1997.
Nata in Irlanda del Nord da una famiglia cattolica, fu eletta nei collegi variamente revisionati che hanno coperto l'area intorno a Paddington.